# Louder Than Hell
Louder Than Hell – album Manowar, który ukazał się 4 lata po premierze ostatniego materiału studyjnego grupy, The Triumph of Steel. Najbardziej znaną z koncertów kompozycją jest The Gods Made Heavy Metal, podczas której często zapraszani byli na scenę fani by grać wraz z członkami zespołu. Album był promowany przez teledysk do piosenki Return Of The Warlord.

## Lista utworów
1. Return Of The Warlord
2. Brothers Of Metal Pt.1
3. The Gods Made Heavy Metal
4. Courage
5. Number 1
6. Outlaw
7. King
8. Today Is A Good Day To Die
9. My Spirit Lives On
10. The Power

## Skład zespołu
- Eric Adams – śpiew
- Joey DeMaio – gitara basowa i keyboard
- Karl Logan – gitary
- Scott Columbus – perkusja